# Esteban Villanueva

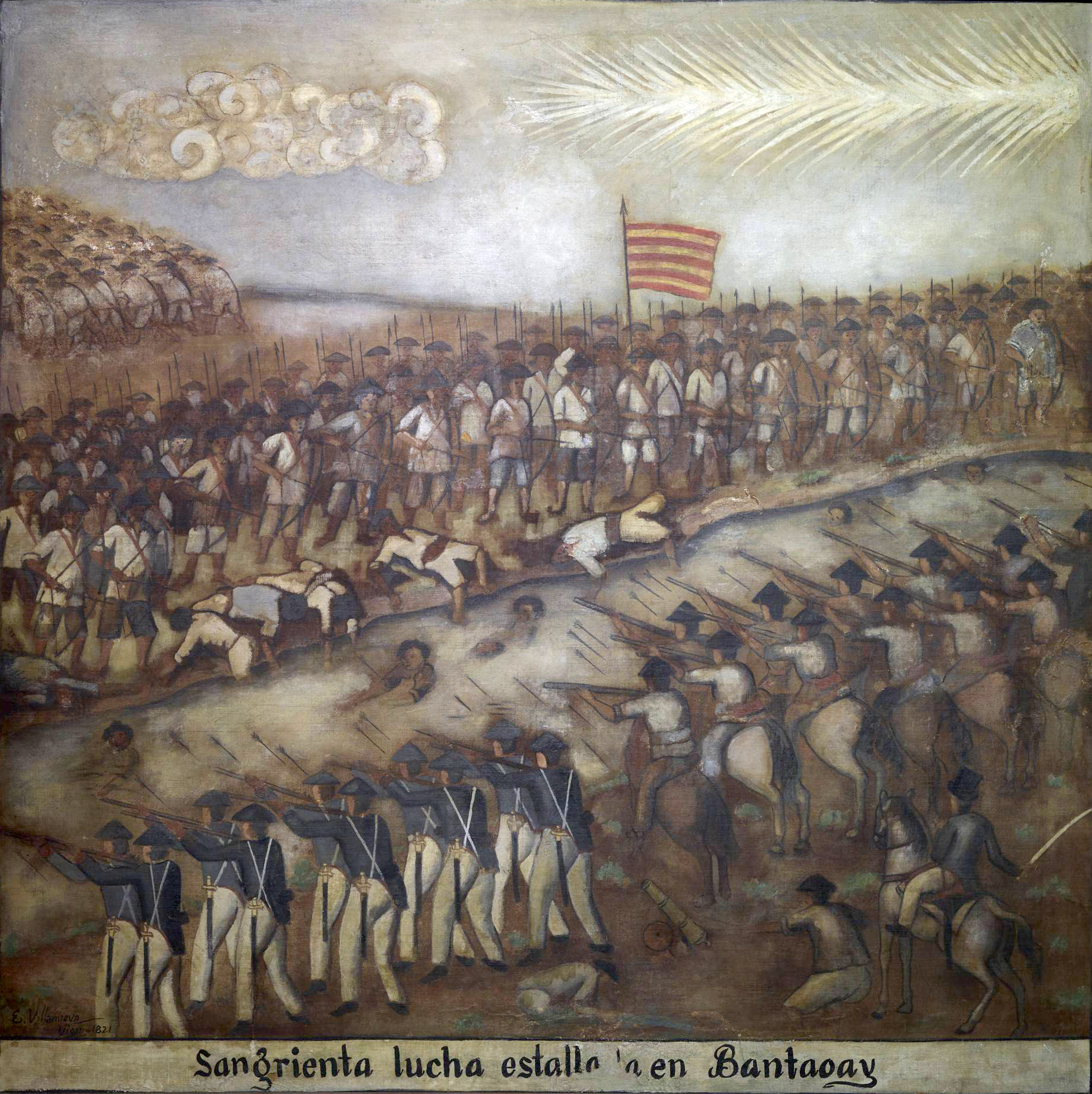
Een van de 14 schilderijen van Villanueva over de Basi-opstand

Esteban Pichay Villanueva (Vigan, 1 september 1798 - 1878) was een Filipijns autodidactisch kunstschilder.
Villanueva is bekend geworden met zijn reeks van 14 schilderijen over de Basi-opstand. Bij deze opstand in september 1807 kwamen de Ilocano's in opstand vanwege het verbod op de lokale drank Basi naar aanleiding van het instellen van een wijnmonopolie door de Spaanse koloniale regering. Veertien jaar na de opstand kreeg Villanueva van de Spaanse autoriteiten de opdracht om de gebeurtenis en de bloedige afloop te schilderen in een reeks schilderijen. De bedoeling van de Spanjaarden daarbij was om de lokale bevolking blijvend te herinneren aan de afloop, om zo nieuwe opstanden te ontmoedigen. De veertien werken zijn de oudste overgebleven schilderijen van een historische gebeurtenis uit de Filipijnen en zijn tegenwoordig te bezichtigen in het Padre Burgos House in Vigan City.
- International Standard Name Identifier: 0000 0003 9226 0848
- Nederlandse Thesaurus van Auteursnamen: 284833770
- Virtual International Authority File: 286277381
- WorldCat: E39PBJcGm39W6T4h9wBWpTttKd